# 第14師団 (日本軍)
第14師団（だいじゅうよんしだん）は、大日本帝国陸軍の師団のひとつで、師団司令部は宇都宮に置かれた。日露戦争で日本は従来の師団すべてを動員したため、本土駐留師団がなくなる事態となった。そこで第14師団を含む4個師団が創設された。

## 概要

### 明治・大正期

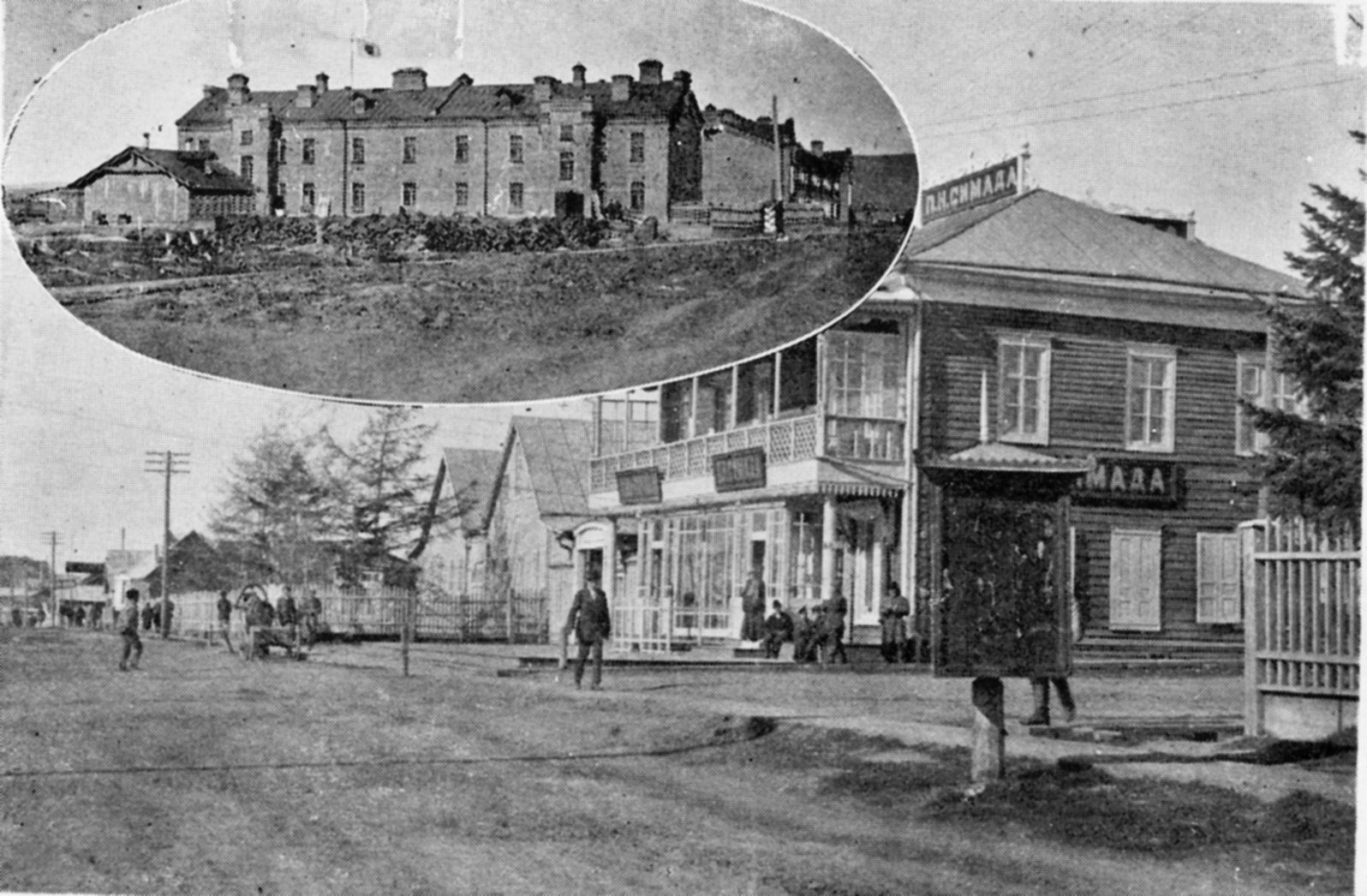
尼港事件で第14師団歩兵第2連隊第3大隊が玉砕した日本軍兵営（写真左上）と島田商会（写真右手）

- 1905年（明治38年）6月13日 - 福岡県小倉に第14師団が結成され、大阪歩兵第53連隊、善通寺歩兵第54連隊、廣島歩兵第55連隊、熊本歩兵第56連隊がその隷下となる。8月に乃木希典大将の指揮する満洲軍第3軍の隷下に入り満洲遼東半島警備の任に就く。既に主な目標拠点は制圧しており、戦地への出征は無かった。戦後は鉄嶺付近の警備に就くが、明治40年（1906年）には姫路の第10師団と交代し姫路に帰投した。
- 1907年（明治40年）9月 - 第14師団の衛戍地が栃木県宇都宮（河内郡国本村）に決定し、第14師団司令部が設置される。また佐倉歩兵第2連隊と習志野歩兵第59連隊が宇都宮第14師団水戸歩兵第27旅団、また高崎歩兵第15連隊と宇都宮第66連隊（新設）が宇都宮第14師団宇都宮歩兵第28旅団隷下となる。大阪歩兵第53連隊は第16師団（京都）、善通寺歩兵第54連隊は新設の第17師団（岡山）、廣島歩兵第55連隊と熊本歩兵第56連隊は新設の第18師団（久留米）の各隷下となる。
- 1908年（明治41年）

4月 - 佐倉歩兵第2連隊が水戸に移駐する。
10月23日 - 師団司令部が宇都宮の新庁舎に移転。
この年 - 歩兵第28旅団司令部、騎兵第18連隊、満洲野砲兵第20連隊、輜重兵第14連隊が宇都宮への移駐を完了する。
- 1909年（明治42年）5月 - 歩兵第59連隊が宇都宮への移駐を完了する。
- 1919年（大正8年）4月 - シベリア出兵のため派遣される。
- 1920年（大正9年）5月 - ニコラエフスクで守備を行っていた水戸歩兵第2連隊第3大隊と一般市民が過激派によって虐殺される事件、いわゆる｢尼港事件｣
- 1925年（大正14年）3月 - 宇都宮歩兵第66連隊が廃止され、松本歩兵第50連隊が第14師団歩兵第28旅団の隷下となる。歩兵第27旅団司令部が水戸から宇都宮へ、歩兵第28旅団司令部が宇都宮から高崎へ移動となる。
- 1927年（昭和2年）4月 - 関東州の旅順に出征する。
- 1928年（昭和3年） - 青島、済南、奉天を転々とする。
- 1929年（昭和4年） - 帰還する。
- 1932年（昭和7年）

3月 - 第一次上海事変に関東軍隷下で参加。
5月 - 満洲事変が起こり北満に転戦する。水戸歩兵第2連隊第2大隊は熱河作戦に就く。
- 1934年（昭和9年） - 帰還する。同年11月、群馬県内で行われた陸軍特別大演習に参加。

### 大陸戦線
- 1937年（昭和12年） - 盧溝橋事件が起こり日中戦争が始まると師団は華北戦線に投入され、永定河渡河作戦に就く。その後、保定、山西、徐州と転戦する。
- 1938年（昭和13年） - 4月には、留守第14師団から第22師団（編成地は宇都宮、補充担任は第2師管）が編成された。
- 1939年（昭和14年） - 帰還した後、満洲への移駐が計画される。
- 1940年（昭和15年） - 斉斉哈爾に移駐する。
- 1940年（昭和15年）8月 - 三単位師団へ改編、松本歩兵第50連隊は帰還して第29師団の隷下となる。同年8月から師団の衛戍地は満洲となって永久駐屯することになり第51師団が編成されたが、第14師団の補充地は宇都宮のままだったので、除隊後に宇都宮に帰郷した兵達が、満洲の食文化である焼餃子を地元に広めたといわれている（餃子参照）。
- 1941年（昭和16年）9月 - ノモンハン南のハンダガヤに移駐する。

### 太平洋戦線
太平洋戦争が始まると、1943年（昭和18年）に大本営が策定した絶対国防圏の防衛のため満洲駐剳師団が南方へ転用されることとなり、師団はパラオ諸島へ向かった。転用の際に大規模な改編が行われており、砲兵連隊・捜索連隊・工兵連隊・輜重兵連隊が解体されたかわりに各歩兵連隊が増強され、師団戦車隊や師団海上輸送隊が編合された海洋師団と呼ばれる編制になっている。ただし、配備予定の機関砲中隊などは輸送途上で失われ、独立工兵第22連隊を改編した師団海上輸送隊も、合流できないまま西部ニューギニアで活動した。
師団は主力をパラオ本島に、歩兵第2連隊（およびその配下に編入された歩兵第15連隊第3大隊）をペリリュー島に、歩兵第59連隊第1大隊をアンガウル島に配備した。ペリリュー島・アンガウル島の部隊は上陸したアメリカ軍と交戦して全滅し、ペリリュー島への逆上陸を強行した歩兵第15連隊第2大隊も壊滅、パラオ本島に残る師団主力も地上戦は無かったものの空襲と飢餓で多くの損害を出しながら終戦を迎えた。（詳細はペリリューの戦い・アンガウルの戦い）
- 1944年（昭和19年）

4月24日 - パラオに出兵する。宇都宮歩兵第59連隊や高崎歩兵第15連隊等の師団主力をパラオ本島のバベルダオブ島、水戸歩兵第2連隊および高崎歩兵第15連隊第3大隊等の守備隊（約10,000名）をペリリュー島、宇都宮歩兵第59連隊第1大隊（約1,200名）をアンガウル島に配備する。
9月 - 日本軍への作戦協力を申し出るペリリュー島の原住民約200名を、米軍の強襲前に島外へと退避させる。
9月15日 - 米軍第1海兵師団（ルバータス少将配下の約28,000名）がペリリュー島南西海岸からの上陸作戦を開始、守備隊の水戸歩兵第2連隊第2大隊（富田隊長配下の約650名）と高崎歩兵第15連隊第3大隊（千明隊長配下の約750名）等が応戦する。
9月16日 - 米軍がペリリュー島の飛行場設備を制圧、富田隊長および千明隊長が戦死。
9月17日 - 米軍第81歩兵師団（別称・山猫部隊など約21,000名）がアンガウル島への上陸作戦を開始、宇都宮歩兵第59連隊第1大隊等（後藤隊長配下の約1,200名）が応戦する。
9月19日 - 米軍がアンガウル島の中心部を制圧、これ以降はゲリラ戦となる。
9月22日 - 歩兵第15連隊第2大隊（飯田隊長配下の約1,200名）がペリリュー島への敵前上陸を敢行、約500名がペリリュー島守備隊に合流する。
10月19日 - アンガウル島でゲリラ戦を展開してきた後藤隊長以下守備隊100名余が夜襲を決行して戦死、アンガウル島守備隊は全滅する。日本に生還したのは約50名。
11月24日 - ペリリュー島の中川州男守備隊長（歩兵第2連隊長）が軍旗を奉焼して自決する。ペリリュー島でゲリラ戦を展開した歩兵第2連隊および第15連隊等の守備隊が全滅。日本に生還したのは米軍捕虜等となった約500名。
- 1945年（昭和20年）

8月15日 - 主力部隊はバベルダオブ島で終戦を迎える。
9月2日 - 師団長井上貞衛中将が降伏文書に調印。

## 歴代師団長
- 土屋光春 中将：1905年（明治38年）7月6日 - 1906年7月6日
- 鮫島重雄 中将：1906年（明治39年）7月6日 - 1911年9月6日
- 上原勇作 中将：1911年（明治44年）9月6日 - 1912年4月5日
- 山田忠三郎 中将：1912年（明治45年）4月12日 - 1916年1月21日
- 栗田直八郎 中将：1916年（大正5年）1月21日 -
- 白水淡 中将：1919年（大正8年）11月1日 -
- 朝久野勘十郎 中将：1921年（大正10年）6月3日 -
- 鈴木孝雄 中将：1924年（大正13年）2月4日 -
- 大島又彦 中将：1924年（大正13年）8月20日 -
- 宮地久寿馬 中将：1926年（大正15年）3月2日 -
- 松木直亮 中将：1929年（昭和4年）8月1日 -
- 畑俊六 中将：1933年（昭和8年）8月1日 -
- 末松茂治 中将：1935年（昭和10年）12月2日 -
- 土肥原賢二 中将：1937年（昭和12年）3月1日 -
- 井関隆昌 中将：1938年（昭和13年）6月18日 -
- 喜多誠一 中将：1940年（昭和15年）3月9日 -
- 川並密 中将：1941年（昭和16年）10月15日 -
- 野田謙吾 中将：1942年（昭和17年）12月1日 -
- 井上貞衛 中将：1943年（昭和18年）10月1日 -

## 歴代参謀長
- 高橋義章 歩兵中佐：1905年（明治38年）7月6日 - 1906年7月11日[3]
- 矢野伊平 砲兵中佐：1906年（明治39年）7月11日 - 1909年11月30日[4]
- 佐藤祐次 歩兵大佐：1909年（明治42年）11月30日 - 1913年8月22日[5]
- 大野豊四 歩兵大佐：1913年（大正2年）8月22日 - 1915年8月10日[6]
- 小野寺重太郎 砲兵大佐：1915年（大正4年）8月10日 - 1917年8月6日[7]
- 吉村健蔵 歩兵大佐：1917年（大正6年）8月6日[8] - 1918年5月21日死去[9]
- 松井兵三郎 歩兵大佐：1918年（大正7年）6月1日[10] - 1919年3月25日[11]
- 生沼昭次 歩兵大佐：1919年（大正8年）3月25日 - 1921年4月26日[12]
- 林弥三吉 歩兵大佐：1921年（大正10年）4月26日 - 1921年7月20日[13]
- 坂部十寸穂 砲兵大佐：1921年（大正10年）7月20日 - 1922年8月15日[14]
- 井染祿朗 歩兵大佐：1922年（大正11年）8月15日 - 1924年2月4日[15]
- 安田郷輔 歩兵大佐：1924年（大正13年）2月4日 - 1926年3月2日[16]
- 岡千賀松 歩兵大佐：1926年（大正15年）3月2日 - 1927年7月26日[17]
- 村井清規 歩兵大佐：1927年（昭和2年）7月26日 - 1930年3月6日[18]
- 大串敬吉 歩兵大佐：1930年（昭和5年）3月6日 - 1932年8月8日[19]
- 飯野庄三郎 歩兵大佐：1932年（昭和7年）8月8日 - 1934年8月1日[20]
- 関亀治 歩兵大佐：1934年（昭和9年）8月1日 - 1936年3月7日[21]
- 渡辺正夫 砲兵大佐：1936年（昭和11年）3月7日- 1937年8月2日[22]
- 佐野忠義 砲兵大佐：1937年（昭和12年）8月2日 - 1938年7月15日[23]
- 芳仲和太郎 砲兵大佐：1938年（昭和13年）7月15日 - 1940年2月6日[24]
- 多賀哲四郎 歩兵大佐：1940年（昭和15年）2月6日[25] - 1942年月日不詳
- 吉野弘之 大佐：1942年（昭和17年）7月30日 - 1943年11月30日[26]
- 多田督知 中佐：1943年（昭和18年）11月30日 - 終戦[27]

## 最終司令部構成
- 参謀長：多田督知大佐
  - 参謀：泉莱三郎大佐
  - 参謀：中川廉大佐
  - 参謀：矢島俊彦中佐
  - 高級副官：川又宗一少佐
- 兵器部長：石井勇之大佐
- 経理部長：山本憲一主計中佐
- 軍医部長：山田勲軍医中佐

## 最終所属部隊
- 歩兵第2連隊（水戸）：中川州男大佐（戦死後中将）
  - 第1大隊：市岡秀衡大尉
  - 第2大隊：富田保二大尉
  - 第3大隊：原田良男大尉
  - 砲兵大隊：小林与平少佐
    - 九五式野砲4門
    - 九一式10cm榴弾砲4門

  - 工兵中隊、通信中隊、補給中隊、衛生中隊
- 歩兵第15連隊（高崎）：福井義介大佐
  - 第1大隊：今野義雄少佐
  - 第2大隊：飯田義栄少佐
  - 第3大隊：千明武久大尉
  - 工兵中隊、通信中隊、衛生中隊
- 歩兵第59連隊（宇都宮）：江口八郎大佐
  - 第1大隊：後藤丑雄少佐
  - 第2大隊：中森玲司郎少佐
  - 第3大隊：小松恭一郎大尉
  - 砲兵中隊：近藤嘉奈夫大尉
  - 工兵中隊、通信中隊、補給中隊、衛生中隊
- 第14師団戦車隊：天野国臣大尉
- 第14師団通信隊：平原辰雄大尉
- 第14師団兵器勤務隊：
- 第14師団経理勤務部：岡林直樹主計大佐
- 第14師団野戦病院：羽田野義夫軍医大佐
- 第14師団防疫給水部：鈴木泰軍医大尉

第14師団編合
- 第23野戦飛行場設定隊：
- 第57兵站地区隊本部：長谷川長大佐
- 独立自動車第42大隊：住田徳雄少佐
- 第123兵站病院：
- 第23野戦防疫給水部：西村盛暢軍医大佐